# Меммерт
Меммерт (нем. Memmert) — небольшой остров у североморского побережья Германии, площадью 5,2 км². Меммерт необитаем, но на острове есть дом для наблюдения за природой. Некоторые жители соседних островов посещают остров для отдыха. Меммерт официально является охраняемой территорией дикой природы.

## В литературе
Этот остров фигурирует в романе Эрскина Чайлдерса «Загадка песков» (1903).